# Juniper Networks
Pour les articles homonymes, voir Juniper (homonymie).
Fondée en 1996, Juniper Networks est une société américaine spécialisée en équipements de télécommunication. Elle produit des solutions de réseau et de sécurité. En partenariat avec Ericsson et Siemens AG, elle fournit des solutions réseau sur IP/MPLS.

## Histoire
Juniper a été fondée par Pradeep Sindhu, Dennis Ferguson, et Bjorn Liencres en février 1996 en Californie. Son siège social est déplacé en mars 1998 dans le Delaware. Juniper fait son introduction en bourse sur le NASDAQ le 25 juin 1999.
Juniper a depuis acquis un certain nombre d'entreprises :
- Unisphere Networks, une filiale de Siemens, en juillet 2002 pour 585 millions de dollars.
- NetScreen Technologies en avril 2004 pour 3,4 milliards de dollars.
- Nexsi Systems (la propriété intellectuelle de la société)
- Kagoor en avril 2005 pour 65,7 millions de dollars.
- Redline and Peribit Networks en juillet 2005 pour 337 millions de dollars.
- Acorn Packet Solutions en octobre 2005 pour 8,7 millions de dollars.
- Funk Software en décembre 2005 pour 122 millions de dollars.
- Trapeze Networks en novembre 2010 pour 152 millions de dollars.
- Contrail Systems en décembre 2012 pour 176 millions de dollars

En janvier 2024, Hewlett Packard Enterprise annonce l'acquisition de Juniper Networks pour 14 milliards de dollars.

## Gamme de produits
Les produits de Juniper sont composés des familles de routeurs T, M, E et J et du système SDX Service Deployment System.
- T-series sont de gros routeurs de backbone (Tera Router).
- M-series sont des routeurs multiservice de bord de réseau (Multiservice Router).
- E-series sont des routeurs de bord servant généralement à l'agrégation (Edge Router).
- J-Series sont de petits CPE.
- NetScreen et la série SSG sont des firewalls matériel.
- Secure Access passerelles de VPN SSL.
- IDP pour la détection et la prévention d'intrusion.
- VF-series Session Border Controllers.
- WX and WXC - series accélérateurs WAN.
- DX-series accélérateurs d'applications.
- UAC Unified Access Control.
- EEE/802.1X RADIUS, 802.1X.
- WLC et WLA gamme de contrôleurs et bornes WiFi (à la suite du rachat de Trapeze Networks)

Les routeurs de la série E utilisent le système d'exploitation JUNOSe. Ils ont été développés par la société Unisphere acquise par Siemens en 2002.
Les routeurs de séries M, T, et J utilisent une architecture logiciel commune et le système d'exploitation JUNOS.
Les séries E, M et T utilisent des ASIC pour la commutation de paquets. Ils peuvent ainsi servir de terminaux pour de multiples fibres optiques. La série J regroupe des routeurs moins performants mais supporte tout de même des lignes de débits égaux ou inférieurs au DS3 (45 Mbit/s). Cette ligne de produit cible les entités déportées de grosses entreprises et les équipements client de fournisseurs de services. À l'automne 2006, la série J s'est étoffée d'une nouvelle gamme de modules permettant d'améliorer les performances particulièrement avec les nouveaux usages WAN (par exemple des cartes de services d'encryption). Dans la même annonce, Juniper indique qu'il coopère avec la société Avaya pour intégrer sa solution de téléphonie IP dans les routeurs de la série J.
Les pare-feu NetScreen et les Secure Services Gateways (SSG Series) utilisent le système d'exploitation ScreenOS. Ces machines possèdent des capacités de pare-feu et de chiffrement VPN matériel. Le pare-feu propose aussi des systèmes anti-virus et anti-intrusion pour décharger les matériels internes dans le LAN.
Les produits Secure Access fournissent des VPN basés sur SSL pour des utilisateurs distants. Ce produit a été créé par Neoteris que NetScreen a acquis avant son rachat par Juniper.
Les produits IDP permettent la détection et l'interception de trafic réseau malicieux en utilisant une analyse par état.

### La gamme des routeurs M
L'historique des routeurs dans la gamme M :
- M40, septembre 1998
- M20, novembre 1999
- M160, mars 2000
- M7i, novembre 2003

En 2007, cette gamme vise les applications suivantes :
- M5 : petit point de présence, gros bureaux ;
- M7i : idem et CPE managé ;
- M10 : pour des points de présence plus important, la version M10i offre une redondance des cartes CPU et d'alimentations ;
- M20 et M40e : points de présence importants ;
- M120 : Grande performance allant jusqu'à 120 Gbit/s et supportant les nouveaux services IP convergés ;
- M160 et M320 : cœurs de réseau internet, ce dernier supportant 320 Gbit/s au total.

Tous ces routeurs utilisent le même système d'exploitation (JunOS), ainsi les fonctionnalités sont identiques dans toute la gamme, les services proposés homogènes et les coûts d'exploitation réduits. La différence réside dans la capacité du fond de panier et du nombre de cartes enfichables.
Le M7i reprend le large éventail de cartes PIC disponibles pour les M5 et M10. Il comporte 4 ports pour accueillir ces cartes. Le M10i comporte deux routing engine et 8 ports, il comporte une carte HCM (High-Availability Chassis Manager) permettant de retirer des cartes à chaud.
Ces deux routeurs utilisent des cartes nommées 'Routing Engine' (1 sur le M7i, 2 sur le M10i). Cette carte comporte le disque dur et le processeur, il en existe de deux types nommées d'après la vitesse du processeur embarqué :
|             | RE-400          | RE-850          |
| ----------- | --------------- | --------------- |
| CPU         | Celeron 400 MHz | Celeron 850 MHz |
| Mémoire     | 256,512,768 Mo  | 1 536 Mo        |
| Carte flash | 256 Mo (option) | 256 Mo (série)  |
| Disque dur  | 20/30 Go        | 20 Go           |

Ces cartes peuvent aussi avoir un slot PCMCIA Flash en option.

### La gamme des routeurs J
La série J est sortie fin 2004, elle marque la volonté de Juniper de s'ouvrir au marché des entreprises manipulant moins de données. En effet, Juniper propose une interface de configuration web : JWEB (plus tard étendue en option aux routeurs de la série M).
Cette série utilise des processeurs standards et n'ont pas d'ASIC. Ainsi, le processeur gère les tables de services ET la commutation.
Les routeurs proposés sont (en 2007):
- J2300 (1U)
- J4350
- J6350

Ces deux derniers routeurs remplacent les précédents J4300 et J6300 avec de nouveaux processeurs permettant de multiplier par quatre leurs performances. Ils sont similaires.
Le J2300 occupe 1U et ne propose pas d'espace pour enficher des cartes supplémentaires. Les J4350 et J6350 font 2U, ils permettent d'enficher 6 cartes et sont livrés de base avec 4 ports Giga en façade. Les cartes disponibles pour cette série sont des PIM :
- 4 ports fast ethernet
- 1 port giga ethernet cuivre
- 1 port giga ethernet SFP (optique)

Le J6350 comporte 1 Go de RAM extensible à 2 Go, il dispose d'une CompactFlash de 256 Mo. On peut lui adjoindre une carte dédiée à l'encryption.

## Sécurité
Le système d'exploitation ScreenOS qui équipe la gamme NetScreen, contenait du "code non autorisé" découvert lors d'un audit de sécurité effectué en 2015 par Juniper. Il est présent depuis 2008 dans la version 6.2 de ScreenOS et provoque des vulnérabilités permettant de gagner les droits administrateurs, l'accès à la configuration de l'équipement et de déchiffrer les connexions VPN. Juniper a publié un correctif pour ses clients. Toutefois, selon le chercheur en sécurité Ralf-Philipp Weinmann, le constructeur n'a pas corrigé l'intégralité des failles et est suspecté de continuer à exploiter une porte dérobée qu'il aurait inséré volontairement. Juniper a utilisé l'algorithme de chiffrement Dual EC DRBG (en) créé par la NSA, qui n'est pas considéré comme sûr.

## Sources
- Formation MPLS/VPN sur Juniper, CSSI, Alain Briant, 2006-2007